# 吳琯
吳琯（1545年—？），字邦燮，號中云，福建漳州府漳浦縣人，民籍，明朝政治人物。

## 生平
隆慶元年（1567年）丁卯科福建鄉試第八十五名舉人，五年（1571年）中式辛未科會試第二百六名，三甲第九十三名進士。刑部觀政，初任婺源縣知縣，在任六年，有政績，萬曆五年（1577年）行取，丁憂歸。八年（1580年）六月选任南京吏科給事中，十年二月巡視南京營務，四月受張居正之意，查刷南京操江衙门赃赎银两，因弹劾右僉都御史提督操江张岳违例滥费，张岳被免职。张居正死後，九月以病乞回籍。好輯刻古書。晚年定居新安，成為坊刻家，又創“西爽堂”，是當時刻書名坊，以刊刻叢書聞名。

## 家族
曾祖吳震，市舶司正提舉；祖父吳涵，七品散官；父吳師旦，母許氏。具慶下。兄吳瑛（貢士）。